# Madeleine de La Tour d'Auvergne
Madeleine de La Tour d'Auvergne (née en 1498 et morte le 28 avril 1519) fille du dernier comte d'Auvergne, épouse en 1518 Laurent II de Médicis, avec qui elle a une fille, Catherine de Médicis.

## Biographie
Madeleine est la fille de Jean IV (1467-1501), comte d'Auvergne et de Lauragais (1497-1501), et de Jeanne de Bourbon-Vendôme (1465-1511) . Elle est dame de La Tour-d'Auvergne et de Saint-Saturnin en Haute-Auvergne et, de 1501 à 1519, comtesse de Lauragais, tandis que sa sœur aînée, Anne d'Auvergne, hérite du comté d'Auvergne.
Dans le cadre de ses efforts pour prendre le pouvoir en Italie, François Ier cherche à conclure certaines alliances stratégiques. Le 8 décembre 1515, lui et le pape Léon X se rencontrent et signent un accord d'amitié dans lequel François accepte d'assurer l'autorité du Vatican sur l'Église catholique en France, tandis que Léon promet de soutenir les prétentions de François au trône de Naples . Cet accord est consolidé par une alliance matrimoniale. Le neveu de Léon, Laurent II de Médicis, venant de devenir le chef de la République florentine en 1516, François lui écrit pour le féliciter en déclarant : « J'ai l'intention de vous aider de toutes mes forces. Je souhaite aussi vous marier à une belle dame de noble naissance et de ma parenté, afin que l'amour que je vous porte grandisse et se fortifie" . La noble dame que François propose est sa riche et lointaine parente Madeleine de La Tour d'Auvergne. Laurent accepte avec empressement, car c'est un grand honneur d'être lié à la famille royale française, d'autant plus qu'il est de moindre noblesse (les Médicis n'ayant été anoblis que récemment), bien qu'extrêmement riche . La famille de Madeleine est quant à elle ravie de devenir parente du pape lui-même.
Le 5 mai 1518, elle épouse au château d'Amboise Laurent II de Médicis, duc d'Urbino . Leur mariage est une fête somptueuse qui marque non seulement leur union, mais aussi le baptême du dauphin François, fils de François Ier, qui fait don à Madeleine d'une dot de 10 000 écus, tandis que Laurent offre de somptueux cadeaux à la noblesse française .
Un seul enfant naît de cette union : Catherine de Médicis (1519-1589), qui devient comtesse d'Auvergne à la suite du décès de sa tante, puis plus tard reine de France par son mariage avec Henri II de France.
Madeleine meurt quelques jours après la naissance de Catherine, d'une mauvaise fièvre. Elle transmet à sa fille le Lauragais, que celle-ci apporte à son tour à la couronne française.